# Conchocarpus santosii
Conchocarpus santosii är en vinruteväxtart som beskrevs av J. R. Pirani & J. A. Kallunki. Conchocarpus santosii ingår i släktet Conchocarpus och familjen vinruteväxter. Inga underarter finns listade i Catalogue of Life.